# Microsoft Fresh Paint
Fresh Paint é um aplicativo de pintura desenvolvido pela Microsoft e lançado em 25 de maio de 2012.

## História
Fresh Paint originou-se de um projeto da Microsoft Research conhecido como Project Gustav, um esforço para reproduzir o comportamento da pintura a óleo física em um meio digital. Para ultrapassar os limites da simulação de óleo em um meio digital, a equipe de pesquisa criou um modelo de física que reproduzia precisamente em uma tela o que aconteceria no mundo real se você combinasse óleo, uma superfície e uma ferramenta como um pincel. Duas publicações, Modelagem de pintura com preservação de detalhes para pincéis 3D e Modelagem de pincéis orientada a dados simples, foram lançadas como resultado das descobertas da equipe.
Após uma variedade de testes internos, o Project Gustav recebeu o codinome de Arte Digital. Em parceria com o Museu de Arte Moderna, a Arte Digital foi testada por um ano por 60.000 pessoas. Com o feedback do MoMA, os desenvolvedores expandiram o modelo de física existente, experimentando como a tinta a óleo real se misturava e reagia à textura de uma tela. Após os ajustes finais, a Arte Digital foi renomeada como Fresh Paint. Foi lançado ao público em 25 de maio de 2012.